# Corydoras splendens
Cá chuột ngọc trai (Danh pháp khoa học: Corydoras splendens) là một loài cá trong họ Corydoradinae có nguồn gốc từ Nam Mỹ, chúng sống ở lưu vực sông Amazon với thảm thực vật rậm rạp và nước có độ pH trung tính.

## Đặc điểm
Kích thước của cá có thể lên đến 9 cm, với hai màu trắng xanh là chủ đạo. Loài cá ăn tầng đáy này có một cơ thể màu ngọc bích óng ả với phần bụng hơi hồng, trong việc nuôi nhốt, cá chuột ngọc trai còn giúp loại bỏ thức ăn thừa nơi đáy bể, giúp bể cá sạch sẽ hơn. Mỗi cặp cá sẽ đẻ từ 900 đến 1000 trứng khi đến mùa sinh sản, cá thường đẻ trứng trên các thân cây, lá cây to, phiến đá, gỗ lũa…vv. Cá có thể ăn được hầu hết các loại thức ăn, chúng thường ăn thức ăn thừa của các loại cá khác không ăn hết rơi xuống đáy hồ.